# Hiroyuki Usui
Hiroyuki Usui (碓井博行?, Usui Hiroyuki; Shizuoka, 4 agosto 1953) è un allenatore di calcio ed ex calciatore giapponese, di ruolo attaccante.

## Carriera

### Calciatore

#### Club
Formatosi nel club calcistico dell'università di Waseda, fu in seguito assunto all'Hitachi ricoprendo il ruolo di centravanti del club calcistico aziendale. Dal 1976 al 1988 totalizzò 200 presenze in Japan Soccer League mettendo a segno 85 reti, ottenendo il titolo di capocannoniere del torneo nel 1980 e nel 1982, nonché il record di miglior capocannoniere di sempre del torneo dietro Kunishige Kamamoto.

#### Nazionale
Ottenne la sua prima convocazione in Nazionale nel 1974, quando ancora faceva parte della rappresentativa universitaria: fino al 1984 collezionò 38 presenze e 15 reti partecipando alle qualificazioni per i Mondiali del 1978 e per le Olimpiadi del 1980.

### Allenatore
Subito dopo il ritiro dal calcio giocato, Usui ottenne l'incarico di guida tecnica dell'Hitachi, che riportò in massima serie nella stagione 1990-91 dopo aver dominato il secondo raggruppamento della Japan Soccer League. Abbandonò il proprio incarico al termine della stagione successiva, dopo la rinuncia della squadra a partecipare alla J. League. Successivamente fu assunto nello staff tecnico dello Shimizu S-Pulse in cui si occupò della formazione di alcuni giocatori del settore giovanile, tra cui il figlio Kempei.

## Statistiche

### Presenze e reti nei club
| Stagione | Squadra        | Campionato | Campionato | Campionato |
| Stagione | Squadra        | Comp       | Pres       | Reti       |
| -------- | -------------- | ---------- | ---------- | ---------- |
| 1976     | Hitachi        | JSL1       | 18         | 13         |
| 1977     | Hitachi        | JSL1       | 18         | 8          |
| 1978     | Hitachi        | JSL1       | 14         | 7          |
| 1979     | Hitachi        | JSL1       | 18         | 11         |
| 1980     | Hitachi        | JSL1       | 18         | 14         |
| 1981     | Hitachi        | JSL1       | 18         | 8          |
| 1982     | Hitachi        | JSL1       | 18         | 13         |
| 1983     | Hitachi        | JSL1       | 17         | 3          |
| 1984     | Hitachi        | JSL1       | 17         | 1          |
| 1985-86  | Hitachi        | JSL1       | 22         | 5          |
| 1986-87  | Hitachi        | JSL1       | 22         | 1          |
| 1987-88  | Hitachi        | JSL2       | ?          | ?          |
|          | Totale Hitachi |            | 200+       | 85+        |

## Palmarès

### Club
- Japan Soccer League Cup: 1

1976

### Individuali
- Capocannoniere della Japan Soccer League: 2

1980, 1982
- Incluso nella Best XI del campionato: 2 volte[2][3]

### Allenatore
- Japan Soccer League Division 2

1990-91